# 丸岡秀子

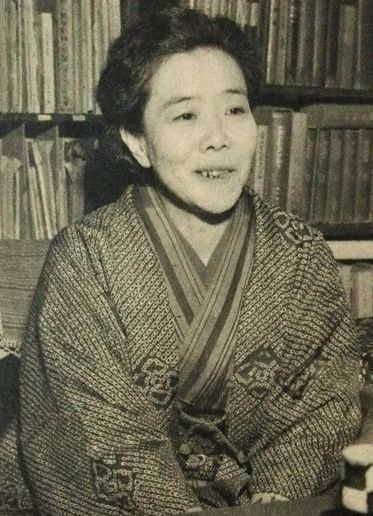
1954年

丸岡 秀子（まるおか ひでこ、1903年5月5日 - 1990年5月25日）は、日本の社会評論家。婦人問題評論家。
生年については、1904年説があるが、没後の集いで井出孫六が「1903年に生まれ」と言っている。

## 来歴・人物
長野県南佐久郡臼田町（現・佐久市）出身。生まれ。本名・石井ひで。政治家の井出一太郎、医学者の井出源四郎、作家の井出孫六、共同通信社論説委員長の井出武三郎は異母弟。生母が幼くして死去したため養女に出され、のち生母の実家で祖父母に育てられた。
長野高等女学校を経て、奈良女子高等師範学校（現奈良女子大学）を卒業、教師として2年勤めたあと、1929年から産業組合中央会調査部に勤務、組織拡充のため全国の農村を回り、1937年、『日本農村婦人問題』を刊行。
戦後は農村婦人協会を組織、日本教職員組合の教研集会や全国婦人教員研究協議会の講師を務め、1955年、日本母親大会開催を実現し、女性の地位向上をめざす多彩な活動を続け、東京都社会教育委員、経済企画庁や労働省の各審議会委員なども務めた。丸岡秀子評論集全10巻がある。
1925年、富本憲吉の引き合わせで丸岡重尭と結婚、女子を産むが、丸岡が28年に急逝し、その後調査部の同僚・石井東一と結婚し、死ぬまで連れ添った。墓所は冨士霊園。
2006年春、生誕100年を記念して出身地長野の有志が中心となり、彼女の波乱万丈の人生とその思想を再現した記録映画「丸岡秀子 ひとすじの道」（根本銀二監督・長野映研製作）が完成し、同年7月に長野市で開催された第52回日本母親大会をはじめ全国各地で上映されている。映画は同年6月に文部科学省選定作品に選定された。作品中には「もう夫のことを主人と呼ぶのをやめようではありませんか！」という力強い演説なども収められており、平塚らいてう直系のフェミニズム運動の先駆者の一人であることがうかがえる。命を生み育む性としての女性の尊厳・優位性・超越性を強調する視点が、男性中心主義の戦争に対する反戦メッセージの核となっている点がユニークであると同時に、多くの共鳴者を得ることとなった。

## 著書
- 日本農村婦人問題 高陽書院, 1937
- ひとつの真実に生きて 東洋書館, 1952
- 生活の録音から 和光社, 1953
- 女の一生 岩波書店, 1953
- いのちへの願い 日本の母の声 読売新聞社, 1956
- 中国・十二の物語 池田書店, 1957
- 知と愛の流れ 理論社, 1957
- 若い娘若い妻若い母のために 知性社, 1959
- 母親入門 信頼される母となるために 国土社, 1960
- 女の今日 雪華社, 1961
- 物価と家計簿 岩波新書, 1963
- 母なれば教師なれば 家の光協会, 1965
- 女教師との人生対話 明治図書出版, 1968
- ある戦後精神 一ツ橋書房, 1969
- 婦人は考える 協同組合経営研究所, 1969
- ひとすじの道 ある少女の日々 偕成社, 1971
- 人間のなかの家庭 私たちにとって家庭とは何か　国土社, 1971
- ふる里ふたたび 家の光協会, 1973
- 田村俊子とわたし 中央公論社, 1973
- 知られざる手紙 『ひとすじの道』返書 偕成社, 1975
- 女性が変わるとき 国土社, 1975
- 婦人思想形成史ノート 上下 ドメス出版, 1975－82
- ひとすじの道 第2－3部 偕成社, 1976－77
- 現代の家庭と教育 親と教師をむすぶ教育論 青木書店, 1977
- 丸岡秀子評論集 1－10 未來社, 1978－91
- めぐり合い百集 信濃折り折りの記 未來社, 1978
- 心の日めくり 大和書房, 1980
- いのちと命のあいだに 筑摩書房, 1984
- 手づくりの教育 長野県中込学校の太鼓楼が教えたもの[1] 岩波ブックレット, 1985
- 声は無けれど 岩波書店, 1987　のち現代文庫
- いのち、韻あり 岩波書店, 1989
- わたしの結縁帖 「わたしの結縁帖」刊行委員会, 1991

## 編纂
- 明日を呼ぶ母の声 熊本の母の生活記録 東洋館出版社 1958
- 村づくり二十年 理論社, 1969
- 女のいい分 日本経済評論社, 1981

## 共著・共編
- 教師生活 国分一太郎 新評論社, 1953
- 母と女教師と 山川菊栄 和光社, 1953
- 街のPTA 高塚暁 新評論社, 1956
- 忘れられない感動の話 鈴木道太 麦書房, 1958
- よい教師になるために 国分一太郎 新評論, 1959
- 父母と教師の教育勉強 第1 国分一太郎 新評論, 1960
- 交際読本 羽仁説子,望月衛 読売新聞社, 1962
- 夫も教師妻も教師 村井実 明治図書出版, 1962
- 女教師の先輩と後輩 重松敬一 明治図書出版, 1967 (女教師シリーズ)
- 女教師の家庭と職業 重松敬一 明治図書出版, 1967 (女教師シリーズ)
- 女教師が教師になるには 重松敬一 明治図書出版, 1967
- 子ども・親・教師三つどもえの教育 金沢嘉市,遠藤豊吉 あすなろ書房, 1972
- 親のための教育学 全4巻 丸木政臣 ダイヤモンド社, 1979
- 平塚らいてうと日本の近代 大岡昇平 岩波ブックレット, 1986

## 出演
- わたしの自叙伝「丸岡秀子〜胸の中に墓標がいっぱい〜」（1980年9月4日、NHK）[2]